# Siêu cúp bóng đá châu Âu 2009
Siêu cúp châu Âu 2009 là trận Siêu cúp bóng đá châu Âu lần thứ 34, một trận đấu bóng đá thường niên giữa đội vô địch UEFA Champions League và UEFA Cup. Trận đấu diễn ra giữa nhà vô địch UEFA Champions League 2008–09, Barcelona, và UEFA Cup 2008–09, Shakhtar Donetsk tại Sân vận động Louis II tại Monaco vào ngày 28 tháng 8 năm 2009, sau các lễ bốc thăm cho UEFA Champions League và Europa League tại Grimaldi Forum.
Đây là cuộc gặp đầu tiên giữa hai đội kể từ khi họ gặp nhau ở Bảng C của Champions League mùa giải trước.

## Địa điểm
Sân vận động Louis II ở Monaco là nơi diễn ra Siêu cúp châu Âu hàng năm kể từ năm 1998. Được xây dựng vào năm 1985, sân vận động cũng là sân nhà của AS Monaco, đội chơi trong hệ thống giải đấu của Pháp.

## Các đội bóng
| Đội              | Tư cách vượt qua vòng loại            | Những lần tham gia trước đó (in đậm cho biết năm vô địch) |
| ---------------- | ------------------------------------- | --------------------------------------------------------- |
| Barcelona        | Vô địch UEFA Champions League 2008–09 | 1979, 1982, 1989, 1992, 1997, 2006                        |
| Shakhtar Donetsk | Vô địch UEFA Cup 2008–09              | Không có                                                  |

## Trận đấu

### Chi tiết
| Barcelona  | 1–0 (s.h.p.) | Shakhtar Donetsk |
| ---------- | ------------ | ---------------- |
| Pedro 115' | Chi tiết     |                  |

| Barcelona | Shakhtar Donetsk |

|                  |    |                    |       |      |
|                  |    |                    |       |      |
| GK               | 1  | Víctor Valdés      |       |      |
| RB               | 2  | Dani Alves         |       |      |
| CB               | 5  | Carles Puyol (c)   |       |      |
| CB               | 3  | Gerard Piqué       |       |      |
| LB               | 22 | Eric Abidal        |       |      |
| DM               | 24 | Yaya Touré         |       | 100' |
| CM               | 6  | Xavi               |       |      |
| CM               | 15 | Seydou Keita       |       |      |
| RW               | 10 | Lionel Messi       | 90+3' |      |
| LW               | 14 | Thierry Henry      |       | 96'  |
| CF               | 9  | Zlatan Ibrahimović |       | 81'  |
| Dự bị:           |    |                    |       |      |
| GK               | 13 | José Manuel Pinto  |       |      |
| DF               | 19 | Maxwell            |       |      |
| DF               | 33 | Marc Muniesa       |       |      |
| MF               | 16 | Sergio Busquets    |       | 100' |
| FW               | 7  | Eiður Guðjohnsen   |       |      |
| FW               | 11 | Bojan Krkić        |       | 96'  |
| FW               | 17 | Pedro              | 107'  | 81'  |
| Huấn luyện viên: |    |                    |       |      |
| Pep Guardiola    |    |                    |       |      |

|                  |    |                    |       |     |
|                  |    |                    |       |     |
| GK               | 30 | Andriy Pyatov      |       |     |
| RB               | 33 | Darijo Srna (c)    | 65'   |     |
| CB               | 5  | Oleksandr Kucher   | 90+3' |     |
| CB               | 27 | Dmytro Chyhrynskyi |       |     |
| LB               | 26 | Răzvan Raț         |       |     |
| CM               | 19 | Oleksiy Gai        |       | 80' |
| CM               | 3  | Tomáš Hübschman    |       |     |
| RW               | 11 | Ilsinho            | 55'   |     |
| LW               | 22 | Willian            |       | 91' |
| AM               | 7  | Fernandinho        |       | 80' |
| CF               | 17 | Luiz Adriano       |       |     |
| Dự bị:           |    |                    |       |     |
| GK               | 12 | Rustam Khudzhamov  |       |     |
| DF               | 36 | Oleksandr Chyzhov  |       |     |
| MF               | 8  | Jádson             |       | 80' |
| MF               | 14 | Vasyl Kobin        | 119'  | 80' |
| MF               | 28 | Oleksiy Polyanskyi |       |     |
| FW               | 21 | Oleksandr Hladkyy  |       |     |
| FW               | 77 | Julius Aghahowa    |       | 91' |
| Huấn luyện viên: |    |                    |       |     |
| Mircea Lucescu   |    |                    |       |     |

| Các trợ lý trọng tài: Peter Hermans (Bỉ) Walter Vromans (Bỉ) Trọng tài thứ tư: Paul Allaerts (Bỉ) | Luật trận đấu - 90 phút. - 30 phút của hiệp phụ nếu có. - Đá luân lưu nếu tỷ số vẫn hòa. - Bảy cầu thủ dự bị. - Tối đa ba lần thay người. |

### Thống kê
|                | Barcelona | Shakhtar Donetsk |
| -------------- | --------- | ---------------- |
| Bàn thắng      | 0         | 0                |
| Tổng cú sút    | 6         | 1                |
| Sút trúng đích | 1         | 0                |
| Cứu thua       | 0         | 1                |
| Kiểm soát bóng | 66%       | 34%              |
| Phạt góc       | 6         | 0                |
| Phạm lỗi       | 6         | 5                |
| Việt vị        | 0         | 3                |
| Thẻ vàng       | 0         | 0                |
| Thẻ đỏ         | 0         | 0                |

|                | Barcelona | Shakthar Donetsk |
| -------------- | --------- | ---------------- |
| Bàn thắng      | 0         | 0                |
| Tổng cú sút    | 11        | 3                |
| Sút trúng đích | 6         | 1                |
| Cứu thua       | 1         | 6                |
| Kiểm soát bóng | 63%       | 37%              |
| Phạt góc       | 6         | 0                |
| Phạm lỗi       | 5         | 7                |
| Việt vị        | 1         | 1                |
| Thẻ vàng       | 1         | 3                |
| Thẻ đỏ         | 0         | 0                |

|                | Barcelona | Shakhtar Donetsk |
| -------------- | --------- | ---------------- |
| Bàn thắng      | 1         | 0                |
| Tổng cú sút    | 6         | 3                |
| Sút trúng đích | 3         | 2                |
| Cứu thua       | 2         | 2                |
| Kiểm soát bóng | 55%       | 45%              |
| Phạt góc       | 3         | 0                |
| Phạm lỗi       | 4         | 6                |
| Việt vị        | 1         | 2                |
| Thẻ vàng       | 1         | 1                |
| Thẻ đỏ         | 0         | 0                |

|                | Barcelona | Shakhtar Donetsk |
| -------------- | --------- | ---------------- |
| Bàn thắng      | 1         | 0                |
| Tổng cú sút    | 23        | 7                |
| Sút trúng đích | 10        | 3                |
| Cứu thua       | 3         | 9                |
| Kiểm soát bóng | 62%       | 38%              |
| Phạt góc       | 15        | 0                |
| Phạm lỗi       | 15        | 18               |
| Việt vị        | 2         | 6                |
| Thẻ vàng       | 2         | 4                |
| Thẻ đỏ         | 0         | 0                |